# Ceralocyna coccinea
Ceralocyna coccinea là một loài bọ cánh cứng trong họ Cerambycidae.